# Incubo sulla città contaminata
Incubo sulla città contaminata è un film del 1980 diretto da Umberto Lenzi.
È il film che riporta Umberto Lenzi all'horror, dopo il cannibal movie Il paese del sesso selvaggio, che risale al 1972.

## Trama
Dean Miller, giornalista televisivo, è incaricato di intervistare un famoso scienziato che sta per atterrare all'aeroporto cittadino. Ma insieme allo scienziato scendono anche dei mostri che travolgono le forze di polizia e in breve invadono la città.
La causa della mutazione dei passeggeri è una fuga radioattiva da una centrale atomica, che determina la trasformazione degli esseri viventi in terribili invasati-vampiro. I bevitori di sangue umano possono essere eliminati solo se colpiti al cervello, smembrati da esplosioni o inceneriti dalle fiamme, e il loro morso è contagioso.
Una possibile spiegazione sarebbe che coloro che vengono "vampirizzati" dai contaminati ma non uccisi contraggano in seguito la loro mutazione, mentre quelli che vengono prima uccisi e poi depredati del loro sangue giacciano poi definitivamente morti.
Miller, dopo aver rischiato la vita per salvare sua moglie, medico di turno all'ospedale cittadino, tenta una fuga in ambulanza fuori città: ma un tentativo di fare provviste di cibo e benzina in una stazione di servizio si traduce in disastro quando, per sottrarsi all'assedio di un gruppo di contaminati è costretto a distruggere il veicolo e le pompe di benzina.
Fuggiti a piedi, Miller e la moglie cercano rifugio in una chiesa dove trovano un militare suicidatosi sul campanile e un prete ormai sopraffatto dalla contaminazione, che il giornalista deve uccidere. Mentre cercano scampo in un luna-park trasformato in mattatoio, i due vengono soccorsi dall'elicottero del Maggiore Holmes, che getta loro una fune. Sospesi sopra le montagne russe i due non riescono a issarsi rapidamente a bordo, ostacolati dal fatto che la moglie di Miller aggrappatasi per prima sia anche la più debole dei due.
Infine, proprio quando il corpo di lei precipita in basso venendo straziato dai supporti dell'ottovolante, Miller si sveglia urlando nel letto di casa.
Miller, ancora inquieto per il terrore provato, va per lavoro all'aeroporto cittadino, dove, esattamente come all'inizio del suo incubo, un quadrimotore militare atterra senza dare segnalazioni.

Alcune scene del film
Il giornalista Dean Miller
La fuga di Dean e Ann
L'esercito
Il maggiore Warren Holmes
Uno dei mostri
Uno dei mostri assale un'infermiera